# 휴 글래스

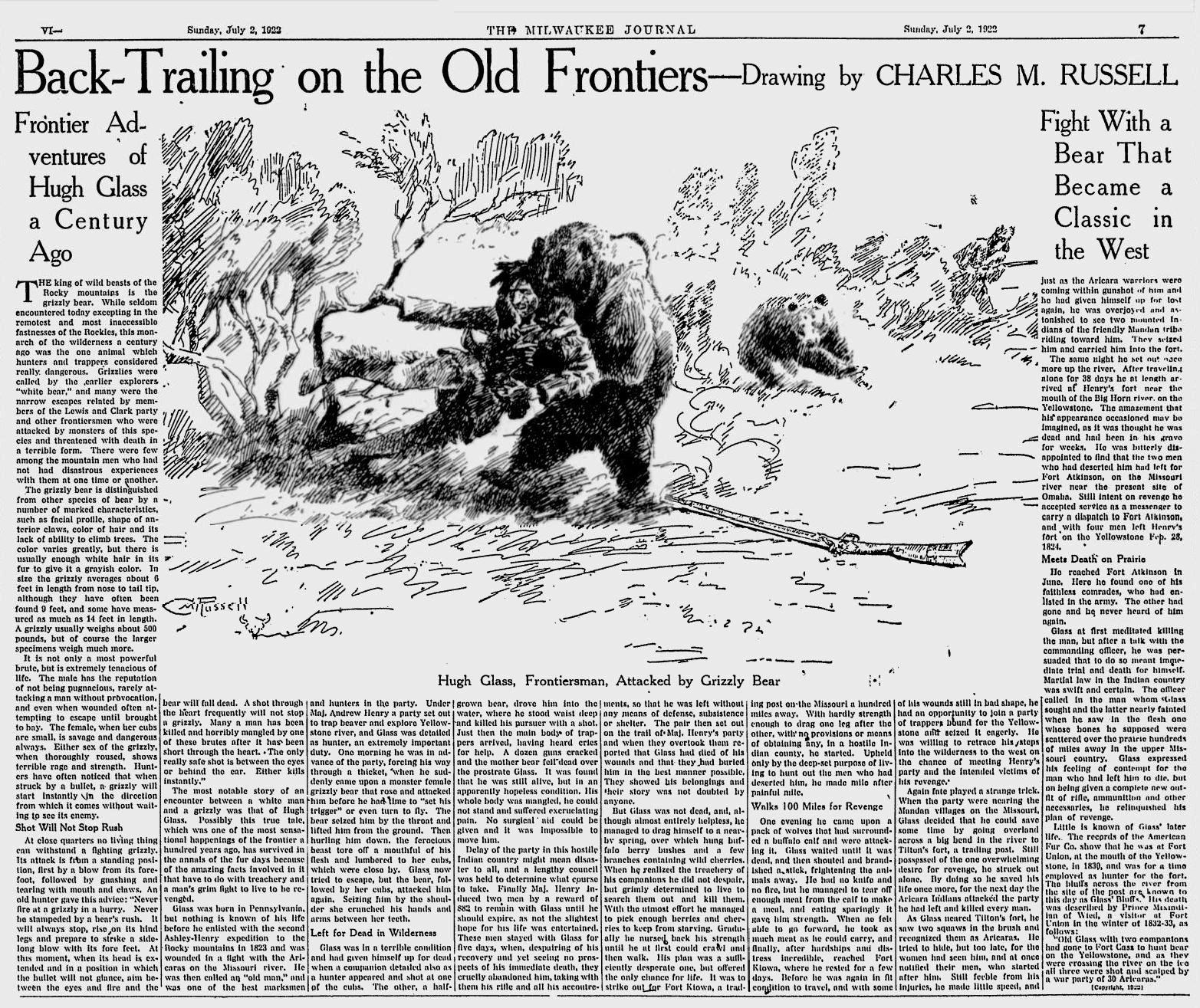

휴 글래스(영어: Hugh Glass, 1783년경 ~ 1833년)는 미국 서부 개척 시대의 프런티어 함정 사냥꾼, 모피인, 탐험가이다. 펜실베이니아주의 스코틀랜드 계 이민 가정에서 태어나 미주리 강을 따라 현재 몬태나, 노스다코타, 사우스다코타 및 네브래스카의 플랫 강에 걸친 지역을 탐험했다. 1823년 회색곰의 습격으로 중상을 당해 원정대로부터 떨어졌지만 글래스의 생활 이야기는 오랜 세월 동안 구전되어 《Man in the Wilderness》 (1971년)와 《레버넌트: 죽음에서 돌아온 자》 (2015년)로 영화화되었다.